# فهرست پادشاهان فرانک‌ها

پادشاهی فرانک‌ها

فهرستی از پادشاهان فرانک‌ها

## پادشاه همه فرانک‌ها (۴۵۰–۵۱۱)

### دودمان مروونژی
شلودووِش، خلودووِش، شلودویگ یا کلوویس یکم (زادهٔ ۴۶۶، مرگ ۲۷ نوامبر۵۱۱ در پاریس) از دودمان مروونژی و از ۴۸۱ جانشین پدرش و پادشاه فرانک‌های سالی بود. این مردمان ژرمن بخش‌هایی از باختر رود راین را که امروزه میان مرزهای فرانسه و بلژیک جای گرفته و توکساندری خوانده می‌شود را در دست داشتند.
کلوویس را در آلمانی کنونی لودویگ و در فرانسوی امروزین لوئی می‌خوانند.
| نام پادشاه                     | نگاره | تولد                                      | ملکه                                              | مرگ                               | نسل                                  |
| ------------------------------ | ----- | ----------------------------------------- | ------------------------------------------------- | --------------------------------- | ------------------------------------ |
| مرووش ۴۵۰ – ۴۵۸                |       | ۴۱۱ میلادی تورنه                          | وریچ ۲ فرزند                                      | ۴۵۸ میلادی ۴۶ تا ۴۷ساله           | پسر شلودیو و باسینا رئیس قبایل فرانک |
| شیلدریک یکم ۴۵۸ – ۴۸۱          |       | ۴۳۷ میلادی پسر مرووش و وریچ               | باسینا ۴۶۴ ۴ فرزند                                | ۴۸۱میلادی ۴۳ تا ۴۴ ساله تورنه     |                                      |
| کلوویس یکم ۴۸۱ – ۲۷ نوامبر ۵۱۱ |       | ۴۶۶ میلادی تورنه پسر شیلدریک یکم و باسینا | (۱) معشوقه‌ای نامشخص ۱ پسر (۲) کلوتیلد ۴۹۳ ۴ فرزند | ۲۷ نوامبر ۵۱۱ ۴۴ تا ۴۵ ساله پاریس |                                      |

## پادشاهی فرانک در نوستریا (۵۱۱–۶۷۹)

### سلسله مروونژی‌ها
| نام پادشاه                                   | نگاره | تولد                                      | ملکه | مرگ                                    | نسل                                    |
| -------------------------------------------- | ----- | ----------------------------------------- | --- | -------------------------------------- | -------------------------------------- |
| شیلدریک یکم ۲۷ نوامبر ۵۱۱ – ۱۳ دسامبر ۵۵۸    |       | ۴۹۶ میلادی رنس پسر کلوویس یکم و کلوتیلد   | اولتراگوتا ۵۱۰ میلادی ۲ دختر                                                                                                  | ۱۳ دسامبر ۵۵۸ ۶۱ تا ۶۲ ساله پاریس      | ملوک الطوایف پاریس و نوستریا           |
| کلوتار یکم مسن ۱۳ دسامبر ۵۵۸ – ۲۹ نوامبر ۵۶۱ |       | ۴۹۷ میلادی پاریس پسر کلوویس یکم و کلوتیلد | (۱) گانتهوک ۵۴۲ بدون فرزند (۲) رادگوند ۵۳۸ ۲ پسر (۳) اینگوند حدود-۵۸۰ ۴ فرزند (۴) آرگوند حدود-۵۸۰ ۱ پسر (۵) شونزینا ۵۸۰ ۱ پسر | ۲۹ نوامبر ۵۶۱ ۶۳ تا ۶۴ ساله کومپین     | برادر تنی شیلدبرت یکم                  |
| شاریبرت یکم ۲۹ نوامبر ۵۶۱ – دسامبر ۵۶۷       |       | ۵۱۷ میلادی پاریس پسر کلوتار یکم و آرگوند  | اینگوبرگا ۵۳۷ ۴ فرزند | دسامبر ۵۶۷ ۴۹ تا ۵۰ ساله پاریس         | پسر کلوتار یکم برادر ناتنی شیلپریک یکم |
| شیلپریک یکم دسامبر ۵۶۷ – سپتامبر ۵۸۴         |       | ۵۳۹ میلادی پاریس پسر کلوتار یکم و آرگوند  | (۱) آدوورا ۵۴۰ ۵ فرزند (۲) گالسوینتا ۵۶۷ بدون فرزند (۳) فردگوند ۵۶۸ ۷ فرزند                                                   | سپتامبر ۵۸۴ ۴۴ تا ۴۵ ساله شل، سنه مرن  | پسر کلوتار یکم برادر ناتنی شاریبرت یکم |
| کلوتار دوم جوان سپتامبر ۵۸۴ – ۱۸ اکتبر ۶۲۹   |       | حدود ۵۸۴ پاریس پسر شیلدریک یکم و فردگوند  | (۱) هالدترود ۱ پسر (۲) برترود ۶۱۳ بدون فرزند (۳) سیشیلد ۶۱۸ ۱پسر                                                              | ۱۸ اکتبر ۶۲۹ ۴۴ تا ۴۵ ساله             | پسر شیلدریک یکم                        |
| داگوبرت یکم ۱۸ اکتبر ۶۲۹ – ۱۹ ژانویه ۶۳۹     |       | ۶۰۳ پاریس پسر کلوتار دوم و هالدترود       | (۱) گورماترو بدون فرزند (۲) ناتیلد حدود-۶۲۹ ۱ پسر (۳) وولفگوندیس بدون فرزند (۴) برچیلدیس بدون فرزند                           | ۱۹ ژوئن ۶۳۹ ۳۳ تا ۳۴ ساله اپینه-سور-سن | پسر شیلپریک یکم ملوک الطوایف نوستریا   |
| کلوویس دوم ۱۹ ژانویه ۶۳۹ – ۲۷ نوامبر ۶۵۷     |       | ۶۳۳ پاریس پسر داگوبرت یکم و ناتیلد        | باتیلد ۶۴۰ میلادی ۳ پسر | ۲۷ نوامبر ۶۵۷ ۲۳ تا ۲۴ ساله            | پسر داگوبرت یکم                        |
| کلوتار سوم ۲۷ نوامبر ۶۵۷ – بهار ۶۷۳          |       | ۶۵۲ پاریس پسر کلوویس دوم و بالتیلد        | ازدواج نکرد | بهار ۶۷۳ ۲۰ تا ۲۱ ساله                 | نخستین پسر کلوویس دوم                  |
| شیلدریک دوم بهار ۶۷۳ – پاییز ۶۷۵             |       | ۶۵۳ پاریس پسر کلوویس دوم و بالتیلد        | بیلیچیلد ؟ ۲ پسر | زمستان ۶۷۵ ۲۱ تا ۲۲ ساله               | دومین پسر کلوویس دوم                   |
| تئودریک سوم پاییز ۶۷۵ – ۲۳ دسامبر ۶۷۹        |       | ۶۵۴ پاریس پسر کلوویس دوم و بالتیلد        | (۱) کلوتیلدا قبل از ۶۷۵ ۲ پسر (۲) آمالبرگا موبوژ ۶۷۴ ۱ دختر (۳) چندین معشوقه دستکم سه فرزند                                   | ۱۲ آوریل ۶۹۱ ۳۶ تا ۳۷ ساله             | سومین پسر کلوویس دوم                   |

## پادشاهی فرانک‌های اتریش (۵۱۱–۶۷۹)

### مروونژی‌ها
کلوتار یکم، خلوتار، کلودریک یا کلوتِر (۴۹۷–۵۶۱ (میلادی) شاه فرانک‌ها و یکی از چهار پسر کلوویس یکم بود. گاهی در تاریخ به او لقب پیر هم داده‌اند.
او در شهر سوآسون (استان ان کنونی) در فرانسه کنونی زاده شد و پس از مرگ پدرش در سال ۵۱۱ وی پادشاه بخشی از سرزمین پدر گشت و زادگاهش را پایتخت خویش نمود. وی مرد جاه‌طلبی بود و می‌خواست مرزهایش را گسترش دهد. وی در ۵۲۴ توطئه‌ای ریخت و فرزندان برادرش کلودومر را کشتار کرد و شهرهای پواتیه و تور را تاراج کرد. او به بورگوندی لشکر کشید و پس از ویران نمودن آن پادشاهی به شهرهایی دست یافت.
هنگامی که گوت‌های خاوری پرووانس را به فرانکها واسپردند، او بر شهرهای اورانژ، کارپنترا و گپ دست یافت. در ۵۳۱ وی همراه برادرش تویدریک یکم به جنگ با تورنژی‌ها پرداخت و در ۵۴۲ به همراه برادر دیگرش شیلدبرت یکم با ویزیگوت‌ها در اسپانیا به جنگ پرداخت. در ۵۵۵ که برادرزاده‌اش تئودبالد فوت کرد، وی سرزمین‌های او را به کشورش افزود و پس از مرگ شیلدبرت در سال ۵۵۸ وی یگانه پادشاه فرانکها گردید.
او همچنین بر بخش بزرگی از آلمان فرمان می‌راند. وی با ساکسون‌ها به جنگ پرداخت و توانست از آنها سالانه پانصد گاو باج بگیرد.
| نام پادشاه                                   | نگاره | تولد                                                      | ملکه | مرگ                                      | نسل                                               |
| -------------------------------------------- | ----- | --------------------------------------------------------- | --- | ---------------------------------------- | ------------------------------------------------- |
| تئودریک یکم ۲۷ نوامبر ۵۱۱ – Early ۵۳۴        |       | حدود ۴۸۷ پاریس پسر کلوویس یکم و آخرین همسر:اوووکیلدیس کلن | (۱) سوواگوتا دهه ۵۱۰ بدون فرزند (۲) چندین معشوقه دستکم دو پسر                                                                 | حدوداً ۵۳۴ ۴۶/۴۷ ساله                     | پسر کلوویس یکم Iملوک الطوایف رنس                  |
| تئودبرت یکم حدود ۵۳۴ – میلادی ۵۴۸            |       | حدود ۵۰۳ متز پسر تئودریک یکم و a معشوقه (احتمالا)         | (۱) دوتریا ۵۳۴ ۱ پسر (۲) ویسیگارد ۵۴۰ بدون فرزند (۳) همسر نامعلوم ۵۴۰ ۱ پسر                                                   | حدود ۵۴۸ ۴۴ تا ۴۵ ساله                   | پسر تئودریک یکم                                   |
| تئودبالد ۵۴۸ میلادی – ۵۵۵ میلادی             |       | ۵۳۵ میلادی پسر تئودبرت یکم و دوتریا                       | والدرادا ۵۴۵ بدون فرزند | ۵۵۵ میلادی ۱۹ تا ۲۰ ساله                 | پسر تئودبرت یکم                                   |
| شیلدبرت یکم حدود ۵۵۵ – ۱۳ دسامبر ۵۵۸         |       | حدود ۴۹۶ رنس پسر کلوویس یکم و کلوتیلد                     | التراگوتا دهه ۵۱۰ ۲ دختر | ۱۳ دسامبر ۵۵۸ سال ۶۱/۶۲ پاریس            | پسر کلوویس یکم وارث ملوک الطوایفی پاریس و نوستریا |
| کلوتار یکم مسن ۱۳ دسامبر ۵۵۸ – ۲۹ نوامبر ۵۶۱ |       | حدود ۴۹۷ پاریس پسر کلوویس یکم و کلوتیلد                   | (۱) گانتهوک ۵۲۴ بدون فرزند (۲) رادگوند ۵۳۸ ۲ پسر (۳) اینگوند حدود-۵۸۰ ۴ فرزند (۴) آرگوند حدود-۵۸۰ ۱ پسر (۵) چونسینا ۵۸۰ ۱ پسر | ۲۹ نوامبر ۵۶۱ ۶۳/۶۴ ساله کومپین          | پسر کلوویس یکم برادر شیلدبرت یکم                  |
| زیگبرت یکم ۲۹ نوامبر ۵۶۱ – حدود ۵۷۵          |       | حدود ۵۳۵ پسر کلوتار یکم و اینگوند                         | برونهیلدا ۵۶۷ ۳ فرزند | حدود ۵۷۵ ۳۹ تا ۴۰ ساله ویتری-آن-آرتوا    | پسر کلوتار یکم وارث ملوک الطوایفی متز و رنس       |
| شیلدبرت سوم ۵۷۵ میلادی – مارس ۵۹۵            |       | ۵۷۰ میلادی پسر زیگبرت یکم و برونهیلدا                     | فائیلوبا ۴ فرزند | مارس ۵۹۵ ۲۴ تا ۲۵ ساله                   | پسر زیگبرت یکم                                    |
| تئودبرت دوم مارس ۵۹۵ – ۶۱۲                   |       | ۵۸۶ پسر شیلدبرت دوم و فائیلوبا                            | (۱) بیلیچیلد ۶۰۸ ۲ فرزند (۲) شیلدبرت دوم ۶۱۰ ۱ پسر                                                                            | ۶۱۲ ۲۵ تا ۲۶ ساله                        | نخستین پسر شیلدبرت دوم                            |
| تئودریک دوم ۶۱۲ – ۶۱۳                        |       | ۵۸۷ سوآسون پسر شیلدبرت دوم و فائیلوبا                     | چندین معشوقه ۴ پسر | ۶۱۳ ۲۵ تا ۲۶ ساله متز                    | دومین پسر شیلدبرت دوم                             |
| زیگبرت دوم ۶۱۳ – آخر ۶۱۳                     |       | ۶۰۱ پسر تئودریک دوم و ارمنبرگ                             | ازدواج نکرد | ۶۱۳ ۱۱ تا ۱۲ ساله                        | پسر نامشروع تئودریک دوم                           |
| کلوتار دوم جوان سپتامبر ۵۸۴ – ۶۲۳            |       | حدود ۵۸۴ پاریس پسر شیلپریک یکم و فردگوند                  | (1) Haldetrude ۱ پسر (۲) برترود ۶۱۳ بدون فرزند (۳) سیشیلد ۶۱۸ ۱ پسر                                                           | ۱۸ اکتبر ۶۲۹ ۴۴ تا ۴۵ ساله               | پسر شیلپریک یکم                                   |
| داگوبرت یکم ۶۲۳ – ۶۳۴                        |       | ۶۰۵ پاریس پسر کلوتار دوم و هالدترود                       | (۱) گورماترو بدون فرزند (۲) ناتیلد حدود ۶۲۹ ۱ پسر (۳) وولفگوندیس بدون فرزند (۴) برچیلدیس بدون فرزند                           | ۱۹ ژانویه ۶۳۹ ۳۴ تا ۳۵ ساله اپینه-سور-سن | پسر شیلپریک یکم منتخب اشراف محلی                  |
| زیگبرت سوم ۶۳۴ – ۱ فوریه ۶۵۶                 |       | ۶۳۰ پسر داگوبرت یکم و راگنرترود (معشوقه اش)               | چیمنشیلد بورگوندی ۶۵۱ ۲ فرزند                                                                                                 | ۱ فوریه ۶۵۶ ۲۵ تا ۲۶ ساله                | پسر داگوبرت یکم                                   |
| شیلدبرت تعمیدی مقبول ۱ فوریه ۶۵۶ – ۶۶۱       |       | ۶۴۰ پسر گریمولد مهتر و ایتا متز                           | ازدواج نکرده | ۶۶۱ ۲۰ ساله                              | پسرخوانده زیگبرت سوم Cمنتخب به عنوان وارث         |
| کلوتار سوم ۶۶۱ – بهار ۶۷۳                    |       | ۶۴۹ پاریس پسر کلوویس دوم و بالتیلد                        | ازدواج نکرده | بهار ۶۷۳ ۲۳ تا ۲۴ ساله                   | بزرگ‌ترین پسر کلوویس دوم                           |
| شیلدریک دوم بهار ۶۷۳ – پاییز ۶۷۵             |       | ۶۵۴ پاریس پسر کلوویس دوم و بالتیلد                        | بیلیچیلد ۶۸۸ ۲ پسر | زمستان ۶۹۱ ۲۱ تا ۲۲ ساله                 | دومین پسر کلوویس دوم                              |
| کلوویس سوم پاییز ۶۷۵ – ۶۷۴میلادی             |       | ۶۷۰ میلادی پسر کلوتار سوم و معشوقه‌ای نامشخص               | ازدواج نکرده | حدود ۶۷۶ ۵ تا ۶ ساله                     | پسر نامشروع کلوتار سوم                            |
| داگوبرت دوم ۶۷۶ میلادی – ۲۳ دسامبر ۶۷۹       |       | ۶۵۰ میلادی پسر زیگبرت سوم و چیمنشیلد بورگوندی             | همسر نامعلوم ۱ پسر (بدون قطعیت)                                                                                               | ۲۳ دسامبر ۶۷۹ ۲۸ تا ۲۹ ساله استنای       | پسر نامشروع زیگبرت سوم                            |

## پادشاه فرانک‌ها (۶۷۹–۸۴۰)

### مروونژی‌ها
تئودریک سوم (به فرانسوی کنونی:Thierry)(زاده ۶۵۴-درگذشت: ۶۹۱) پادشاه مروونژی‌ها بود. او فرمانروای نوستریا و بورگوندی و کمی پس از آن از ۶۷۹ فرمانروای همه فرانک‌ها شد.کنترل و چیرگی سرزمین‌های زیر فرمان مروونژی‌ها در روزگار او به دست شهرداران کاخ‌ها بود.
| نام                                               | نگاره | تولد                                         | ملکه                                                                                | مرگ                                | نسل                                        |
| ------------------------------------------------- | ----- | -------------------------------------------- | ----------------------------------------------------------------------------------- | ---------------------------------- | ------------------------------------------ |
| تئودریک سوم ۲۳ دسامبر ۶۷۹ – ۱۲ آوریل ۶۹۱          |       | ۶۵۴ پاریس پسر کلوویس دوم و بالیتید           | (۱) کلوتیلدا حدود-۶۷۵ ۲ پسر (۲) آمالبرگا ۶۷۴ ۱ دختر (۳) چندین معشوقه دستکم سه فرزند | ۱۲ آوریل ۶۹۱ ۳۶/۳۷ ساله            | سومین پسر کلوویس دوم                       |
| کلوویس چهارم ۱۲ آوریل ۶۹۱ – ۶۹۵                   |       | ۶۷۷ میلادی پسر تئودریک سوم و کلوتیلدا        | ازدواج نکرد                                                                         | ۶۹۵ ۱۷تا۱۸ ساله                    | نخستین پسر تئودریک سوم                     |
| شیلدریک سوم عادل ۶۹۵ – ۲۳آوریل ۷۱۱                |       | حدود ۶۷۸ پسر تئودریک سوم و کلوتیلدا          | (۱) ارمنشیل ۱ پسر (۲) معشوقه‌ای نامشخص ۱ پسر                                         | ۲۳ آوریل ۷۱۱ ۳۲/۳۳ ساله            | دومین پسر تئودریک سوم                      |
| داگوبرت سوم عادل ۲۳آوریل ۷۱۱ – ۳۱ دسامبر ۷۱۵      |       | ۶۹۹ میلادی پسر شیلدبرت تعمیدی و ارمنشیلد     | (۱) همسر نامعلوم ۱ پسر (۲) معشوقه‌ای نامشخص ۱ پسر                                    | ۳۱ دسامبر ۷۱۵ ۱۶ ساله              | دومین پسر شیلدریک سوم                      |
| شیلدریک دوم ۳۱ دسامبر ۷۱۵ – ۱۳ فوریه ۷۲۱          |       | ۶۷۲ میلادی پسر شیلدریک دوم و بلیچیلد         | معشوقه ای نامشخص ۱ پسر                                                              | ۱۳ فوریه ۷۲۱ ۴۸ تا ۴۹ ساله آردن    | دومین پسر شیلدریک دوم پسر عموی داگوبرت سوم |
| تئودریک چهارم ۱۳ فوریه ۷۲۱ – ۱۶ مارس/۳۰ آوریل ۷۳۷ |       | ۷۱۲ میلادی پسر داگوبرت سوم همسری نامعلوم     | معشوقه‌ای نامشخص ۱ پسر                                                               | ۱۶ مارس/۳۰ آوریل ۷۳۷ ۲۴ تا ۲۵ ساله | پسر داگوبرت سوم                            |
| شیلدریک سوم پادشاه خیالی ۷۴۱ – نوامبر ۷۵۱         |       | ۷۱۷ میلادی پسر شیلدریک دوم و معشوقه‌ای نامشخص | معشوقه‌ای نامشخص ۱ پسر                                                               | ۷۵۴ ۳۶ تا ۳۷ ساله                  | پسر نامشروع شیلپریک دوم                    |

### دودمان کارولنژی
کارولَنژی، کارلووینجی یا کارلینگ‌ها دودمانی فرمانروا در کشور فرانسه بودند. نیاکان ایشان شهرداران کاخها بودند. سرانجام در سال ۷۵۱ میلادی تبدیل به پادشاه فرانک‌ها شدند. ایشان را می‌توان نخستین کسانی دانست که در اروپای غربی خود را امپراتور می‌خواندند. اینان بر مروونژی‌ها پیروز شدند و تا سال ۹۸۷ میلادی چیرگی خویش را بر سرزمین تحت سلطهٔ خود گستردند. کارولنژی‌ها نام خویش را وامدار شارل مارتل بودند. او همان کسی است که مورها را در جنگی به نام نبرد تور در سال ۷۳۲ میلادی شکست داد. شارلمانی برجسته‌ترین شهریار این دودمان است. او در سال ۸۰۰ میلادی تاجگذاری کرد. واپسین فرمانروای این دودمان در سال ۸۹۹ مرد. این خاندان با سرعتی بیش از آنچه پا گرفتند واژگون شدند. بنیان‌گذار این دودمان را سنت آرنولف اسقفِ متز در آغاز سده هفتم می‌دانند. وی در پادشاهی مروونژی‌ها  دارای قدرت و اعتبار فراوانی بود. تا پیش از شارل مارتل این خاندان را آرنولفینگ یا به نام نوه سنت آرنولف، پِپَنی می‌خواندند. این پپن تا سال ۶۸۷ توانسته بود بر فرانک‌ها چیره شود. او پدر همان شارل مارتل پیش‌یاد بود. در زمان شارل مارتل مروونژی‌ها در ناتوانی کامل به سر می‌بردند. پِپَنِ کوچک فرزند شارل مارتل توانست با یاری نخبگان فرانک و نیز پاپ آن زمان پاپ زکریا در سال ۷۵۱ با شکست شیلدریک سوم واپسین شاه مروونژی بر تخت پادشاهی بنشیند. شارلمانی پسر این پپن کوچک بود که در سال ۷۶۸ بر تخت پادشاهی فرانک‌ها نشست. پس از او فرزندش لوئی ملقب به لوئی پارسا به پادشاهی رسید.
| نام پادشاه                                                | نگاره | تولد                                       | ملکه | مرگ                                   | نسل                 |
| --------------------------------------------------------- | ----- | ------------------------------------------ | --- | ------------------------------------- | ------------------- |
| پپن کهتر نوامبر ۷۵۱ – ۲۴ سپتامبر ۷۶۸                      |       | ۷۱۴ پسر شارل مارتل and روترود              | برترادا ۷۴۱ ۵ فرزند | ۲۴ سپتامبر ۷۶۸ ۵۴ ساله سن دنی         | منتخب نجبای فرانک‌ها |
| شارل مارتل ۲۴ سپتامبر ۷۶۸ – ۴ دسامبر ۷۷۱                  |       | ۲۸ ژوئن ۷۵۱ سوآسون پسر پپن کهتر و برترادا  | گرابرگا ۷۴۱ ۲ پسر | ۴ دسامبر ۷۷۱ ۲۰ ساله ساموسی           | دومین پسر پپن کهتر  |
| شارلمانی کبیر ("شارلمانی") ۲۴ سپتامبر ۷۶۸ – ۲۸ ژانویه ۸۱۴ |       | ۲ آوریل ۷۴۲ پسر پپن کهتر و برترادا         | (۱) هیمیلترود (concubine) ۷۶۸ ۱پسر (۲) دسیدراتا ۷۷۰ بدون فرزند (۳) هیلدگارد ۷۷۱ ۹فرزند (۴) فاسترادا ۷۸۴ ۲ دختر (۵) لوتگارت ۷۹۴ بدون فرزند (۶) چندین معشوقه ۶ فرزند | ۲۸ ژانویه ۸۱۴ ۷۱ ساله آخن             | نخستین پسر پپن کهتر |
| لوئی پارسا زیبا</کوچک> ۲۸ ژانویه ۸۱۴ – ۲۰ ژوئن ۸۴۰        |       | ۱۶ آوریل ۷۷۸ کسوال پسر شارلمانی و هیلدگارد | (۱) ارمنگارد هسبای ۷۹۴ ۶ فرزند (۲) یودیت باواریایی ۸۱۹ ۲ فرزند | ۲۰ ژوئن ۸۴۰ ۶۲ ساله اینگلهایم آم راین | دومین پسر شارلمانی  |

لوئی پارسا پس از یک رشته جنگ‌های بیرونی با دان‌ها، باسک‌ها، اسلوونی‌ها، بریتون‌ها و اوبرتریت‌ها و سه جنگ درونی و پیروزی در آن‌ها بیمار شد. او به شکارگاه تابستانی‌اش در جزیره‌ای در راین رفت. در ۲۰ ژوئن ۸۴۰ میلادی او در حالی که در آغوش برادرش دروگو و در پیشگاهش چندین اسقف و کشیش بود، مرد.
اندکی بعد امپراتوری فرانک دچار جنگی داخلی شد که تا سال ۸۴۳ دنباله داشت. در این سال پیمان وردون که در آن سرزمین‌های فرانک‌ها را به سه بخش کردند تقسیم کردند، پذیرفته شد. این بخش‌بندی ریشه پیدایی کشورهای آلمان و فرانسه در آینده شد.
لوئی پارسا در طول زندگی خود تقسیمات بسیاری از امپراتوری خود انجام داد. تقسیم نهایی، که در ورمس آلمان در سال ۸۳۸ اعلام شد، شارل تاس را وارث غرب، از جمله آکیتن، و لوتار را وارث شرق، از جمله ایتالیا و به استثنای بایرن، که برای لوئی ژرمن باقی ماند، کرد. با این حال، پس از مرگ امپراتور در سال ۸۴۰، امپراتوری وارد یک جنگ داخلی شد که سه سال طول کشید. پس از آن پادشاهی فرانک با پیمان وردون در سال ۸۴۳ تقسیم شد. لوتار اجازه یافت عنوان امپراتوری خود و پادشاهی ایتالیا را حفظ کند، و پادشاهی تازه ایجاد شده فرانک میانی را بنیان گذاشت که کریدوری زمینی بود که از ایتالیا تا دریای شمال امتداد داشت و شامل کشورهای سفلی، راینلند (از جمله آخن)، پادشاهی بورگوندی و پروونس است. شارل در آکیتن تأیید شد، جایی که پسر پپن یکم، پپن دوم با او مخالف بود، و به فرانک باختری (فرانسه امروزی)، سرزمین‌های غرب پادشاهی لوتار را اعطا کرد. لوئی ژرمن در بایرن تأیید شد و فرانک خاوری (آلمان امروزی)، سرزمین‌های شرق پادشاهی لوتار به وی اعطا شد.
- فرانک باختری که برابر با فرانسه کنونی است تا سال ۹۸۷ و آغاز حکومت کاپتی‌ها در دست فرزندان لوئی بود.
- فرانک میانی تا سال ۸۷۵ با نام پادشاهی لوتارنژی ادامه داشت.
- فرانک خاوری که آلمان کنونی می‌باشد، کارولنژی‌ها تا سال ۹۱۱ و مرگ لوئی بچه فرمانروایی کردند.